# Атенодор (византијски епископ)
Епископ Атенодор (грч. Επίσκοπος Αθηνόδωρος), је био епископ Бизанта у периоду од 144. до 148. године.
Током његовог епископата, Византијом је владао тиранин Зеукип. У то време дошло је до значајног повећања броја хришћана међу становништвом. Атенодор, је напустивши Аргироуполис, подигао нови храм, а можда и епископску резиденцију у региону Елаеја (грчки αλαινα). Овај храм је касније обновљен у својој слави од стране цара Константина Великог, који је желео да буде сахрањен у њему.
Храм у Елаији био је посвећен Седморици светих мученика Макавеја и њиховог учитеља Елеазара.
Од времена Атенодора, византијски (Константинопољски) епскопи дуго су живели и своју реѕиденцију држали у Елааји.